# Spiloctenia
Spiloctenia là một chi bướm đêm thuộc họ Geometridae.